# Boufarik
Boufarik (em árabe: بوفاريك) é uma comuna localizada na província de Blida, Argélia, aproximadamente 30 quilômetros de Argel. Segundo o censo de 2008, a população total da cidade era de 71 446 habitantes.
Os principais bairros da cidade são: K'ssar, Blatan, Ben gladash, Mimoun, Trig erange e Bariyan.
A cidade é bem conhecida com a produção de laranjas, onde é chamada de "cidade da laranja", onde a famosa bebida de Orangina foi produzido pela primeira vez na cidade pelo farmacêutico espanhol, Dr. Trigo, sob o nome Naranjina.
Ao lado, a cidade é bem conhecida de seu mercado de pulgas na segunda a quinta-feira, onde as pessoas da cidade vizinha vão à loja. Também é famosa por Zalabia (um bolo bem doce).
O estádio principal é o Estádio de Boufarik (Stade du Boufarik).

## Residentes notáveis
- Jean-Claude Beton, fundador da Orangina.